# Harenactis argentina
Harenactis argentina is een zeeanemonensoort uit de familie van de Haloclavidae. De wetenschappelijke naam van de soort is voor het eerst geldig gepubliceerd in 2011 door Lauretta, Rodríguez & Penchaszadeh.